# Flexão (física)
Na mecânica, flexão é um esforço físico em que a deformação ocorre perpendicularmente ao eixo do corpo, paralelamente à força atuante.
A linha que une o centro de gravidade de todas as seções transversais constitui-se no eixo longitudinal da peça, e o mesmo está submetido a cargas perpendiculares ao seu eixo. Este elemento desenvolve em suas seções transversais o qual gera momento fletor.
Momento fletor: O momento fletor representa a soma algébrica dos momentos relativas a seção YX, contidos no eixo da peça, gerados por cargas aplicadas transversalmente ao eixo longitudinal. Produzindo esforço que tende a curvar o eixo longitudinal, provocando tensões normais de tração e compressão na estrutura.
Em engenharia se denomina flexão ao tipo de deformação que apresenta um elemento estrutural alongado em uma direção perpendicular a seu eixo longitudinal. O termo "alongado" se aplica quando uma dimensão é dominante frente às outras. Um caso típico são as vigas, as que estão projetadas para trabalhar, principalmente, por flexão. Igualmente, o conceito de flexão se estende a elementos estruturais superficiais como placas ou lâminas.
A característica mais proeminente é que um objeto submetido a flexão apresenta uma superfície de pontos chamada linha ou eixo neutro tal que a distância ao longo de qualquer curva contida nela não varia em relação ao valor antes da deformação. O esforço que provoca a flexão se denomina momento fletor.

## Flexão em vigas e arcos
As vigas ou arcos são elementos estruturais pensados para trabalhar predominantemente em flexão. Geometricamente são prismas mecânicos cuja rigidez depende, entre outras coisas, do momento de inércia da seção transversal das vigas. Existem duas hipótese cinemáticas comuns para representar a flexão de vigas e arcos:
- A hipótese de Euler-Bernoulli.
- A hipótese de Timoshenko.

### Teoria de Euler-Bernoulli
A teoria de Euler-Bernoulli para o cálculo de vigas é a que deriva da hipótese cinemática de Navier-Bernouilli, e pode ser empregada para calcular tensões e deslocamentos sobre uma viga ou arco de comprimento de eixo maior comparada com a aresta máxima ou altura da seção transversal.
Para escrever as fórmulas da teoria de Navier-Bernouilli convém tomar um sistema de coordenadas adequado para descrever a geometria, uma viga é de fato um prisma mecânico sobre o qual se podem considerar as coordenadas (s, y, z) com s a distância ao longo do eixo da viga e (y, z) as coordenadas sobre a seção transversal. Para o caso de arcos este sistema de coordenadas é curvilíneo, ainda que para vigas de eixo recto pode-se tomar como cartesiano (e nesse caso s se nomeia como x). Para uma viga de seção reta a tensão no caso de flexão composta biaxial a tensão é dada pela fórmula de Navier:
{\displaystyle \sigma (x,y,z)={\frac {N_{x}(x)}{A}}+{\frac {zI_{z}-yI_{yz}}{I_{z}I_{y}-I_{yz}^{2}}}M_{y}(x)-{\frac {yI_{y}-zI_{yz}}{I_{z}I_{y}-I_{yz}^{2}}}M_{z}(x)}
Onde:
{\displaystyle I_{y},I_{z}\;} são os segundos momentos de área (momentos de inércia) segundo os eixos Y y Z.
{\displaystyle I_{yz}\;} é o momento de área misto ou produto de inércia segundo os eixos Z e Y.
{\displaystyle M_{y}(x),M_{z}(x)\;} são os momentos fletores segundo as direções Y e Z, que em geral variam segundo a coordenada x.
{\displaystyle N_{x}(x)\;} é o esforço axial ao lango do eixo.
Se as direções dos eixos de coordenadas (y, z) são tomadas coincidentes com as direções principais de inércia então os produtos de inércia se anulam e a equação anterior se simplifica notavelmente. Além disso é considerado o caso de flexão simples não biaxial as tensões segundo o eixo são simplesmente:
{\displaystyle \sigma (x,y,z)=-{\frac {yM_{z}(x)}{I_{z}}}}
Por outro lado, neste mesmo caso de flexão simples não biaxial, o campo de deslocamentos, na hipótese de Bernoulli, é dado pela equação da curva elástica:
{\displaystyle {\frac {d^{2}w(x)}{dx^{2}}}={\frac {M_{z}(x)}{EI_{z}}}\qquad \Rightarrow \qquad {\frac {d^{4}w(x)}{dx^{4}}}={\frac {q_{L}(x)}{EI_{z}}}}
Onde:
{\displaystyle w(x)\,} representa a flecha ou flexão, o deslocamento vertical, em relação à posição inicial sem cargas.
{\displaystyle M_{z}(x)\,} representa o momento fletor ao longo da ordenada x.
{\displaystyle I_{z}\,} o segundo momento de inércia da seção transversal.
{\displaystyle E\,} o módulo de elasticidade do material.
{\displaystyle q_{L}(x)\,} representa as cargas ao longo do eixo da viga.

### Teoria de Timoshenko

Esquema de deformação de uma viga que ilustra a diferença entre a teoria de Timoshenko e a teoria de Euler-Bernouilli: na primeira θ_{i} e dw/dx_{i} não tem necessariamente que coincidir, enquanto que na segunda são iguais.

A diferença fundamental entre a teoria de Euler-Bernouilli e a teoria de Timoshenko é que na primeira a rotação relativa da seção se aproxima mediante a derivada do deslocamento vertical, isto constitui uma aproximação válida só para peças grandes em relação às dimensões da seção transversal, e então ocorre que as deformações devidas ao esforço cortante são desprezadas frente às deformações ocasionadas pelo momento fletor. Na teoria de Timoshenko, em que não se desprezam as deformações devidas ao cortante e portanto é válida também para vigas curtas, a equação da curva elástica é dada pelo sistema de equações mais complexo:
{\displaystyle {\begin{cases}G\left({\cfrac {dw}{dx}}-\theta _{z}\right)={\cfrac {V_{y}}{A}}\\E\left({\cfrac {d\theta _{z}}{dx}}\right)={\cfrac {M_{z}}{I_{z}}}\end{cases}}}
Derivando a primeira das duas equações anteriores e substituindo nela a segunda chegamos à equação da curva elástica incluindo o efeito do esforço cortante:
{\displaystyle {\frac {d^{2}w}{dx^{2}}}={\frac {1}{GA}}{\frac {dV_{y}}{dx}}+{\frac {M_{z}}{EI_{z}}}}

## Flexão em placas e lâminas
Uma placa é um elemento estrutural que pode apresentar flexão em duas direções perpendiculares. Existem duas hipóteses cinemáticas comuns para representar a flexão de placas e lâminas:
- A hipótese de Love-Kirchhoff;
- A hipótese de Reissner-Mindlin.

Sendo a primeira o análogo para placas da hipótese de Navier-Bernouilli e a segunda o análogo da hipótese de Timoshenko.

### Teoria de Love-Kirchhoff
A teoria de placas de Love-Kirchhoff é derivada da hipótese cinemática de Love-Kirchhoff para as mesmas e é análoga à hipótese de Navier-Bernouilli para vigas e, portanto, tem limitações similares. É adequada só quando a espessura da placa é suficientemente pequena em relação a seu comprimento e largura.
Para uma placa de espessura constante h empregaremos um sistema de coordenadas cartesianas com (x, y) segundo o plano que contém a placa, e eixo z deve ser tomado segundo a direção perpendicular à placa (tomando z = 0 no plano médio). Com esses eixos de coordenadas as tensões segundo as duas direções perpendiculares da placa são:
{\displaystyle \sigma _{x}(x,y,z)={\frac {m_{x}z}{I_{b}}}\qquad \sigma _{y}(x,y,z)={\frac {m_{y}z}{I_{b}}}}
Em que:
{\displaystyle I_{b}=h^{3}/12\;}, é o segundo momento de área por unidade de largura.
{\displaystyle m_{x},m_{y}\;=h^{3}/12}, são os momentos fletores por unidade de largura, que podem relacionar-se com o campo de deslocamentos verticais w(x,y) mediante as seguintes equações:
{\displaystyle m_{x}=-D\left[{\frac {\partial ^{2}w(x,y)}{\partial x^{2}}}+\nu {\frac {\partial ^{2}w(x,y)}{\partial y^{2}}}\right]\qquad m_{y}=-D\left[{\frac {\partial ^{2}w(x,y)}{\partial y^{2}}}+\nu {\frac {\partial ^{2}w(x,y)}{\partial x^{2}}}\right]}
Para encontrar a flecha que aparece na equação anterior é necessário resolver uma equação diferencial parcial que é o análogo bidimensional à equação da curva elástica:
{\displaystyle {\frac {\partial ^{4}w(x,y)}{\partial x^{4}}}+2{\frac {\partial ^{4}w(x,y)}{\partial x^{2}\partial y^{2}}}+{\frac {\partial ^{4}w(x,y)}{\partial y^{4}}}={\frac {q_{S}(x,y)}{D}}}
O fator: {\displaystyle D={\frac {Eh^{3}}{12(1-\nu )}}} se chama rigidez flexional de placas.

### Teoria de Reissner-Mindlin
A teoria de Reissner-Mindlin é o análogo para placas da teoria de Timoshenko para vigas. Assim, nesta teoria, a diferença da teoria mais aproximada de Love-Kirchhoff, o vetor normal ao plano médio da placa uma vez deformada a placa não tem porque coincidir com o vetor normal à superfície média deformada.